# كلو (ورزقان)
كلو هي قرية في مقاطعة ورزقان، إيران. عدد سكان هذه القرية هو 77 في سنة 2006.